# Tancredo Neves
Tancredo d'Almeida Neves (São João del-Rei, 4 de març de 1910 — São Paulo, 21 d'abril de 1985) fou un polític i advocat brasiler. Va ser Diputat Federal, Senador, Governador de Minas Gerais, President del Consell de Ministres i President electe del Brasil.

## Biografia
Nascut al sud-est de Minas Gerais, es va llicenciar en dret a la Facultat de Dret de la Universitat Federal de Minas Gerais. Va entrar en política l'any 1935, quan va ser elegit regidor a la seva ciutat natal pel Partit Progressista, arribant al càrrec de president de la cambra municipal. Amb l'arribada de l'Estado Novo l'any 1937, va ser detingut i el seu mandat com a regidor va ser cessat. Amb això, va tornar a l'advocacia, treballant com a fiscal, i també com a empresari. L'any 1947 va ser elegit diputat estatal pel Partit Socialdemòcrata (PSD) i va ser nomenat un dels ponents de la Constitució de l'estat de Minas Gerais, després esdevenint líder de l'oposició.
El 1950 va ser elegit diputat federal per primera vegada. Des de juny de 1953, va exercir com a ministre de Justícia i Afers Interiors fins al suïcidi del president Getúlio Vargas. El 1954 va tornar a ser escollit diputat federal, càrrec que va ocupar durant un any. Va ser director del Banco de Crédito Real de Minas Gerais el 1955 i de la Cartera del Banco do Brasil Redescontos del 1956 al 1958. Del 1958 al 1960 va assumir la Secretaria de Finances de l'Estat de Minas Gerais. Es va presentar, sense èxit, al govern de Minas l'any 1960. Amb l'establiment del règim parlamentari, poc després de la dimissió del president Jânio Quadros, va ser nomenat President del Consell de Ministres del Brasil, ocupant aquest càrrec des del setembre de 1961 fins al juliol de 1962. Va ser un dels principals líders del Moviment Democràtic Brasiler (MDB) i va ser reelegit diputat federal el 1966, 1970 i 1974. Després del retorn del multipartidisme, va ser elegit senador el 1978 i va fundar el Partit Popular (PP). . El 1982 es va unir al Partit del Moviment Democràtic Brasiler (PMDB) i va ser elegit governador de Minas.
Durant el període en què va governar Minas, hi va haver una gran agitació a favor del moviment Diretas Já!, una acció popular que va mobilitzar el país i propugnava unes eleccions directes a la presidència. Després de la derrota de l'esmena Dante de Oliveira, Neves va ser el nom escollit per representar una coalició de partits de l'oposició units a l'Aliança Democràtica. El 1984 va acceptar la proposta de presentar-se a la presidència de la República i el 15 de gener de 1985 va ser elegit president del Brasil per vot indirecte d'un col·legi electoral, per un ampli marge. Tanmateix, va caure greument malalt el 14 de març del mateix any, el dia abans de la seva investidura.
Es va casar amb Risoleta Guimarãés Tolentino, amb qui va tenir tres fills. Va rebre el títol de Doctor Honoris Causa per la Universitat de Coimbra. Aécio Neves, actual governador de Minas Gerais, és el seu net. El 21 d'abril va morir als 75 anys. Tancredo és considerat un dels polítics brasilers més importants del segle xx.